# Дедков, Виктор Семёнович
Виктор Семёнович Дедков (1913—1982) — полковник Советской Армии, участник Великой Отечественной войны, Герой Советского Союза (1944).

## Биография
Родился 11 ноября 1913 года в Смоленске в семье железнодорожника. В 1932 году окончил дорожно-строительный техникум в Великих Луках, после чего работал дорожным мастером. 
В 1935 году был призван на службу в Рабоче-крестьянскую Красную Армию, в 1937 году был демобилизован. В июне 1941 года повторно был призван в армию. Участвовал в боях на Западном, Юго-Западном, Степном и 2-м Украинском фронтах. К сентябрю 1943 года старший техник-лейтенант Виктор Дедков был начальником штаба 248-го моторизованного инженерного батальона Степного фронта. Отличился во время битвы за Днепр.
В сентябре 1943 года непосредственно руководил работами по наведению паромной переправы через Днепр в районе села Чикаловка Кременчугского района Полтавской области Украинской ССР и доставке на западный берег, где на плацдарме сражались советские подразделения, боеприпасов и подкреплений, а также вывозе раненых. 30 сентября вражеским снарядом был подбит паром, на котором переправлялось 76-миллиметровое орудие с расчётом. Расчёт в полном составе выбыл из строя, а орудие стало уносить течением реки. Виктор Дедков вместе с несколькими бойцами бросился в воду. Добравшись до парома, он устранил повреждения и успешно доставил орудие на плацдарм. Когда получил ранение командир батальона, его заменил собой Виктор Дедков. В течение нескольких суток руководил переправой, чётко организовав работу подразделений батальона, переправив на другой берег Днепра две стрелковые дивизии и противотанковый артиллерийский полк.
Указом Президиума Верховного Совета СССР «О присвоении звания Героя Советского Союза офицерскому, сержантскому и рядовому составу Красной Армии» от 22 февраля 1944 года за «образцовое выполнение боевых заданий командования при форсировании реки Днепр, развитие боевых успехов на правом берегу реки и проявленные при этом отвагу и геройство» был удостоен высокого звания Героя Советского Союза с вручением ордена Ленина и медали «Золотая Звезда» за номером 2599.
В дальнейшем участвовал в освобождении Румынии и Польши, форсировании Нейсе и Одера. После окончания войны продолжил службу в Советской Армии. В 1970 году в звании полковника вышел в отставку. 
Проживал в Москве, работал начальником отдела Министерства жилищно-гражданского строительства РСФСР. Умер 3 сентября 1982 года, похоронен на Химкинском кладбище Москвы.
Был также награждён орденами Отечественной войны 1-й и 2-й степеней, двумя орденами Красной Звезды, рядом медалей.